# Cleopatra (The Lumineers)
Cleopatra è il secondo album in studio del gruppo musicale statunitense The Lumineers, pubblicato l'8 aprile 2016.

## Tracce
Testi e musiche di Wesley Schultz e Jeremiah Fraites, eccetto dove indicato.
1. Sleep on the Floor – 3:31
2. Ophelia – 2:40
3. Cleopatra – 3:21 (Wesley Schultz, Jeremiah Fraites, Simone Felice)
4. Gun Song – 3:36
5. Angela – 3:21 (Wesley Schultz, Jeremiah Fraites, Simone Felice)
6. In the Light – 3:51
7. Gale Song – 3:13 (Wesley Schultz, Jeremiah Fraites, Neyla Pekarek)
8. Long Way from Home – 2:32
9. Sick in the Head – 2:31
10. My Eyes – 3:36 (Wesley Schultz, Jeremiah Fraites, Neyla Pekarek)
11. Patience – 1:35

Tracce bonus nell'edizione deluxe
1. Where the Skies Are Blue – 2:20 (Abraham Hovey)
2. Everyone Requires a Plan – 2:40
3. White Lie – 3:15
4. Cleopatra (Acoustic Demo) – 4:48